# Dračevac
Dračevac (olaszul: Dracevazzo) falu Horvátországban Isztria megyében. Közigazgatásilag Porečhez tartozik.

## Fekvése
Az Isztriai-félsziget nyugati részén, Poreč központjától 9 km-re délkeletre Žbandaj és Fuškulin között fekszik.

## Története
Területe már ősidők óta lakott, a tájból kiemelkedő kis magaslatokon egykor több erődített település (Malovar, Picugi, Montižana illír erődítményei) volt. A római területe korban Parentium városához tartozott. A korabeli források szerint Dračevac már a középkorban fallal védett lakott település volt, ahol a védelmet egy kisebb vár is erősítette. Lakosságát a gyakori háborúk és járványok alaposan megtizedelték. Pótlásukra a velencei hatóságok a török által veszélyeztetett területekről származó menekülteket telepítettek ide. Az első hat morláknak nevezett család 1573 és 1577 között érkezett. Az újonnan érkezettek nyomban hozzáláttak a környező elhagyatott földek megműveléséhez, melynek következtében a falu területe jelentősen növekedett. Megváltozott a korábbi gazdasági szerkezet is, hiszen az állatállománynak köszönhetően az állattartás egyenrangú lett a mezőgazdasággal, amely korábban a megélhetés egyedüli alapját képezte. A település vezetője a zsupán volt, aki az igazgatási és a bírói hatalmat is gyakorolta. A lakosság száma a következő évtizedekben tovább növekedett. 1622 után egy dögvészt követően még 19 család érkezett Dalmácia, Montenegró, Bosznia, Albánia, Friuli, Treviso és a görögországi Kréta vidékeiről. A fejlett mezőgazdaságnak köszönhetően a település a 19. század végén és a 20. század elején sokat fejlődött.
A falunak 1857-ben 108, 1910-ben 274 lakosa volt. Az első világháború után a rapallói szerződés értelmében Isztria az Olasz Királysághoz került. 1943-ban az olasz kapitulációt követően német megszállás alá került, mely 1945-ig tartott. A második világháború után a párizsi békeszerződés értelmében Jugoszlávia része lett. Jugoszlávia felbomlása után 1991-ben a független Horvátország része lett. 2011-ben 166 lakosa volt. Lakói főként mezőgazdasággal, állattartással, turizmussal, vendéglátással foglalkoznak.

## Nevezetességei
A Rózsafüzér királynője tiszteletére szentelt temploma eredetileg a 15. században épült. 1966-ban renoválták.

## Lakosság
| Lakosság változása | Lakosság változása | Lakosság változása | Lakosság változása | Lakosság változása | Lakosság változása | Lakosság változása | Lakosság változása | Lakosság változása | Lakosság változása | Lakosság változása | Lakosság változása | Lakosság változása | Lakosság változása | Lakosság változása | Lakosság változása |
| ------------------ | ------------------ | ------------------ | ------------------ | ------------------ | ------------------ | ------------------ | ------------------ | ------------------ | ------------------ | ------------------ | ------------------ | ------------------ | ------------------ | ------------------ | ------------------ |
| 1857               | 1869               | 1880               | 1890               | 1900               | 1910               | 1921               | 1931               | 1948               | 1953               | 1961               | 1971               | 1981               | 1991               | 2001               | 2011               |
| 108                | 119                | 138                | 181                | 219                | 274                | 358                | 365                | 301                | 206                | 195                | 123                | 120                | 110                | 130                | 166                |